# Casa de Osorio

La casa de Osorio es una casa noble española originaria del reino de León que desciende del conde Osorio Martínez. A este linaje pertenecieron los condes de Lemos, grandes de España de primera clase, los marqueses de Astorga y los condes de Trastámara, entre otros. El blasón del escudo familiar es el siguiente: en campo de oro, dos lobos pasante de gules uno sobre otro. El matrimonio de Pedro Álvarez Osorio, I conde de Trastámara, con Urraca de Moscoso y Castro, II condesa de Altamira, originó en su descendencia el apellido compuesto «Osorio de Moscoso».
Los Osorio pueden enorgullecerse de contarse entre las familias de nobleza más antigua de cuantas forman la nobleza española actual. De ellos dice Piferrer que la real casa y sangre de los Osorio es tan antigua que aunque no se diese noticia de su origen, quedaría bien condecorada, y Sandoval escribe que la antigüedad de su linaje es tal que eran condes y duques y de tan alta sangre, que los reyes casaban con sus hijas y ellos con las hijas de los reyes. 
La familia Osorio ya había sido ennoblecida en los siglos XIV y XV. En 1369 Enrique II de Castilla concedió el título de conde de Villalobos a Álvaro Pérez Osorio, y en 1465 su nieto Enrique IV de Castilla concedió los títulos de duque de Aguiar y marqués de Astorga con grandeza de España a su descendiente Álvaro Osorio de Rojas Manrique. Asimismo, Juana Osorio y Pimentel, quien contrajo matrimonio con Pedro Álvarez de Toledo y Zúñiga, virrey de Nápoles e hijo de los duques de Alba, sucedió a su padre Luis Pimentel y Pacheco en el marquesado de Villafranca del Bierzo, que Isabel la Católica, reina de Castilla, le había otorgado en 1486. 
Los Osorio descienden asimismo de los reyes de Castilla y de León y, en particular, de los Enríquez, almirantes de Castilla, familia de la aristocracia castellana, que tiene su origen en el infante Fadrique, hijo del rey Alfonso XI y que murió por orden de su hermano el rey Pedro I, por haber intervenido en conjuras y luchas intestinas. Alfonso Enríquez, quien vinculó su familia al cargo de almirante de Castilla, casó con Juana de Mendoza, que le proporcionó grandes riquezas y cultivó la poesía trovadoresca de estilo provenzal. El título de Alba de Liste fue creado y otorgado el 8 de agosto de 1459 a Enrique Enríquez.
La rama primogénita está representada por el duque de Alburquerque (Osorio), en su condición de primogénito agnado. Ramas cadetes son las de los marqueses de Astorga y Cerralbo y los condes de Altamira y Cabra (Osorio de Moscoso) y las de los vizcondes de Quintanilla de Flórez (casa de Flórez-Osorio).

## Algunos miembros y descendientes del linaje
Los Osorio son también antepasados de los monarcas reinantes actuales por descender de Leonor Álvarez de Toledo y Osorio abuela paterna de María de Médici, esposa de Enrique IV de Francia y reina consorte de Francia y por ella es antepasada de la realeza europea, los demás monarcas europeos descienden de este linaje por haber entroncado con la dinastía Borbón. La casa de Habsburgo-Lorena también, por descender de Leonor de Médici, nieta de Leonor Álvarez de Toledo, y tatarabuela de Leopoldo I de Lorena, que será el padre de Francisco I de Alemania ascendiente directo en línea masculina de Carlos I de Austria. La casa de Saboya también, por descender directamente de Víctor Amadeo I de Saboya y Cristina de Francia hija de la reina María de Médici, y por tanto antepasados de los reyes de Italia.